# Colobicones pubescens
Colobicones pubescens – gatunek chrząszcza z rodziny gwozdnikowatych i podrodziny Colydiinae.
Gatunek ten został opisany w 1975 roku przez Rogera Dajoza.
Gwozdnikowaty o ciele długości 1,8 mm. Cechują go czułki i końcowym członie podzielonym na dwie części. Jego przedplecze ma boczne krawędzie prawie proste i równoległe, zaopatrzone w siedem szczecin każda. pokrywach ubarwione ma jednolicie, bez plamistych wzorów.
Chrząszcz endemiczny dla Bhutanu.